# Oberleitungsbus Potsdam
Der Oberleitungsbus Potsdam war das Oberleitungsbus-System der brandenburgischen Landeshauptstadt Potsdam. Es bestand von 1949 bis 1995 und ergänzte die seit 1880 verkehrende Straßenbahn Potsdam. Der Obus fuhr ausschließlich in den Stadtteilen Babelsberg und Drewitz, wo zwei Linien elektrisch bedient wurden. Zuständiges Verkehrsunternehmen war – wie bei der Straßenbahn und beim städtischen Omnibusverkehr – der VEB Verkehrsbetrieb Potsdam, aus welchem 1990 der ViP Verkehrsbetrieb Potsdam GmbH hervorging.

## Geschichte

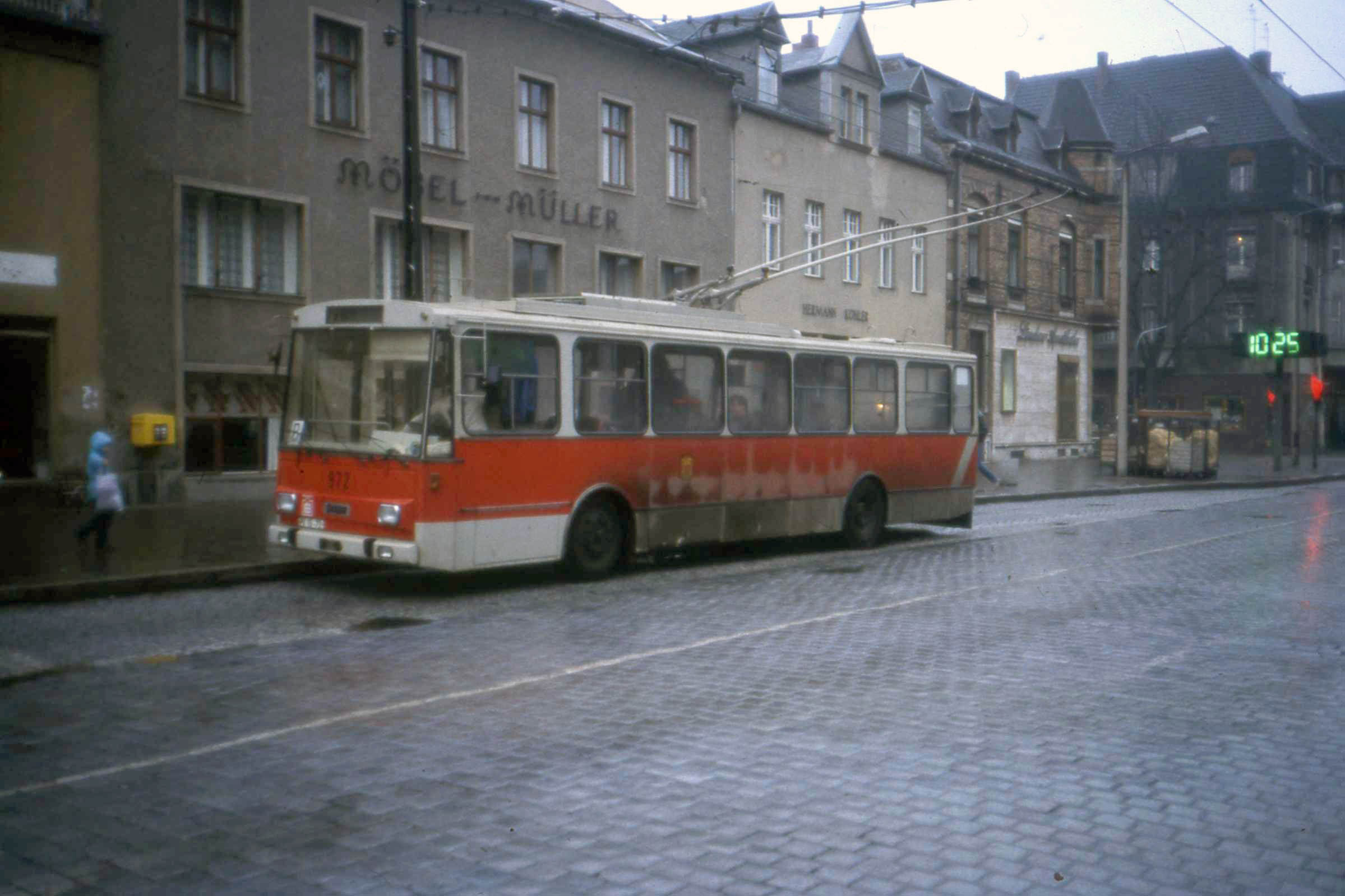
Januar 1990: Škoda 14Tr Nummer 972 auf Linie B in der Karl-Liebknecht-Straße

Zur besseren Anbindung der östlichen Stadtteile Potsdams wurde 1941 beschlossen, einen von Babelsberg ausgehenden Obus einzurichten. Trotz der Kriegsereignisse gelang es, das erforderliche Oberleitungsmaterial samt Fahrzeugen zu beschaffen. Am 1. Oktober 1949 wurde die erste Obus-Linie A zwischen Babelsberg Goethestraße und Drewitz Ort mit einer Länge von 5,8 Kilometern eröffnet. Eine zweite Linie B von Babelsberg Nord nach Bergstücken Steinstraße folgte 1956/57.
Eine dritte Linie C wurde später zwischen dem Bahnhof Drewitz und dem Bahnhof Babelsberg eingerichtet. Hierzu wurden an beiden Endpunkten Wendeschleifen errichtet. In Babelsberg existierte dabei eine Häuserblockschleife über Karl-Liebknecht-Straße, Rudolf-Breitscheid-Straße, Daimlerstraße und Lutherplatz. Die Einrichtung dieser Linie hatte einen politischen Hintergrund: in den immer schärfer werdenden Spannungen zwischen den Besatzungsmächten endeten die Züge auf der Berlin-Blankenheimer Eisenbahn am Bahnhof Drewitz. Fahrgäste nach Berlin mussten ab Bahnhof Babelsberg mit der Berliner S-Bahn durch West-Berlin weiterfahren. Mit der Fertigstellung des Berliner Außenrings und der Einstellung der S-Bahn nach Berlin verschwand kurz darauf auch die Linie C. Die Wendeschleife am Bahnhof Babelsberg wurde später demontiert.
Eine weitere, vom übrigen Netz unabhängige, Obus-Linie D sollte zwischen Holzmarktstraße und Menzelstraße an der Glienicker Brücke eingerichtet werden. Der Straßenbahnverkehr wurde wegen des schlechten Gleiszustands auf Omnibusbetrieb umgestellt. Die Wartung der Obusse dieser Linie sollte im Depot Holzmarktstraße erfolgen. Aufgrund der schlechten Beschaffungslage in der Deutschen Demokratischen Republik – sowohl für Leitungsmaterial als auch für Fahrzeuge – wurden diese Pläne jedoch verworfen. Stattdessen wurde der Straßenbahnbetrieb wenige Jahre später nach einer Sanierung in zwei Abschnitten wieder aufgenommen.
Am 30. August 1971 musste der Abschnitt Bahnhof Drewitz – Drewitz Ort wegen Baumaßnahmen für das Neubaugebiet Am Stern stillgelegt werden. Bis Anfang der 1990er-Jahre verkehrten die beiden Linien dann wie folgt:
| A, ab Juni 1991 690: | Babelsberg Goethestraße – Bahnhof Babelsberg – Bahnhof Drewitz – Bergstücken Steinstraße (von Mai 1990 bis Januar 1993 eingestellt) |
| B, ab Juni 1991 691: | Babelsberg Nord – Bahnhof Babelsberg – Bahnhof Drewitz – Bergstücken Steinstraße                                                    |

Das Obus-Depot lag in der Stephensonstraße und wurde über eine Betriebsstrecke von der Haltestelle Am Findling aus erreicht. Anfang der 1980er Jahre gab es Planungen für Netzerweiterungen in Richtung Schlaatz und Waldstadt sowie für neue Linien ins Umland. Diese Pläne scheiterten an den knappen Kapazitäten in der DDR und durch die politischen Ereignisse in den Jahren 1989 und 1990. Der Plan zur Umstellung der Omnibuslinie D (Bahnhof Rehbrücke – Schlaatz – Babelsberg – Waldstadt I – Eichhorst) wurde zu Beginn der 1990er Jahre wieder diskutiert, allerdings verliefen sich auch diese Pläne. Die Elektrifizierung der Wetzlarer Bahn teilte das Netz des O-Busses schließlich beim Bahnhof Drewitz in zwei Teile, da dort eine Oberleitungs-Kreuzung aus technischen Gründen nicht realisiert werden konnte. Unter anderem spielten hierbei Sicherheitsgründe eine Rolle, die Bahnstrecke wurde damals für den ICE-Verkehr für Höchstgeschwindigkeiten bis 160 km/h hergerichtet. Am 26. November 1992 beschloss der Potsdamer Magistrat daher den Ankauf von zwei Duo-Bussen, sie sollten die auf der Linie 690 entstandene Lücke überbrücken. Auf der Linie 691 (Bahnhof Drewitz – Babelsberg Nord) fuhren hingegen weiterhin klassische Obusse.
Bedingt durch den mangelhaften Zustand der aus DDR-Zeiten stammenden Fahrzeuge stand der Oberleitungsbus Potsdam ab Anfang der 1990er Jahre zur Disposition. Aufgrund der angespannten Finanzlage der Stadt Potsdam kamen Neuanschaffungen nicht in Frage, diese Problematik führte schließlich zur vollständigen Einstellung des Potsdamer Obus-Betriebs. Am 16. Januar 1995 ordnete die Dekra die sofortige Stilllegung fast aller Altbau-Obusse an, teilweise waren tragende Teile durchgerostet.
Der letzte reine Obus verkehrte am 18. Januar 1995 im Fahrgastbetrieb auf der Linie 691, die beiden Duo-Busse verkehrten dabei auf beiden Linien noch gelegentlich. Bedingt durch Sturmschäden wurde der Obusbetrieb in Potsdam am 2. Februar 1995 endgültig eingestellt. Die Fahrleitungsinfrastruktur wurde in den folgenden Wochen entfernt. Im ehemaligen Depot in der Stephensonstraße befindet sich heute das Grünflächenamt der Stadt Potsdam.

## Fahrzeuge

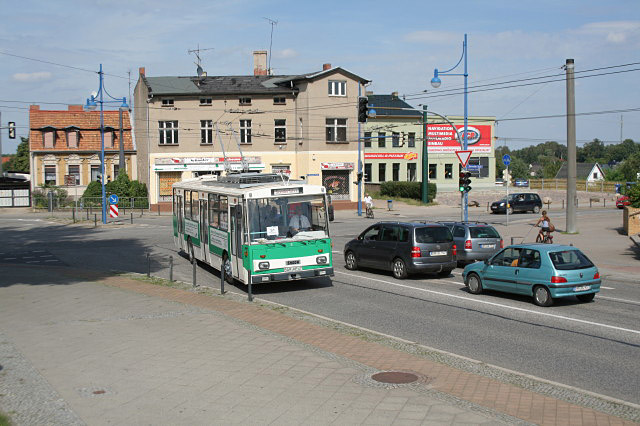
Obus 976 in Eberswalde

In Potsdam verkehrten Oberleitungsbusse der Typen LOWA W602a, Škoda 8Tr, Škoda 9Tr, Škoda 14Tr, Ikarus 280.93 und Duo-Busse des Typs Mercedes-Benz O 405 GTD (Nummern 993 und 994).
Škoda 14Tr Nummer 976 wurde 1993/94 als einziger Škoda-Obus teilmodernisiert und in die Hausfarben der Verkehrsbetriebe Potsdam umlackiert, alle anderen Wagen trugen hingegen Ganzreklame. Nach der Einstellung wurden die restlichen Škoda-Obusse bis auf Wagen 976 ins tschechische Ostrava verkauft, ab 2002 gelangten 6 Wagen ins kasachische Almaty. Dort wurden die Wagen dann zwischen 2005 und 2008 ausgemustert und verschrottet. 3 weitere gingen ins ukrainische Iwano-Frankiwsk bzw. 3 nach Czernowitz, die dort bis 2019 ausgemustert worden sind. Obus 976 befindet sich heute als historisches Fahrzeug beim Oberleitungsbus Eberswalde.
Die beiden Duo-Busse 993 und 994 sollten ursprünglich ebenfalls nach Eberswalde abgegeben werden, allerdings konnten diese dort aufgrund technischer Abweichungen nicht eingesetzt werden. So gelangten sie nach Kapfenberg in Österreich, wo sie bis zur Einstellung des Obusverkehrs im März 2002 eingesetzt wurden. Im Dezember 2001 beziehungsweise Februar 2002 zu Dieselbussen umgebaut, standen sie noch bis 2007 im regelmäßigen Betriebseinsatz und wurden danach verkauft.